# Iglesia de El Salvador (Salónica)
La Iglesia de El Salvador, en  griego Ναός του Σωτήρος , Naós tou Sotíros es una capilla bizantina del siglo XIV en Salónica, Grecia. Es Patrimonio de la Humanidad como Monumentos paleocristianos y bizantinos de Tesalónica de la UNESCO.